# 弗卢米尼马焦雷
弗卢米尼马焦雷（義大利語：Fluminimaggiore），是意大利撒丁大区南撒丁省的一个市镇。总面积108.21平方公里，人口3005人，人口密度27.8人/平方公里（2009年）。ISTAT代码为107006。